# Muffuletta

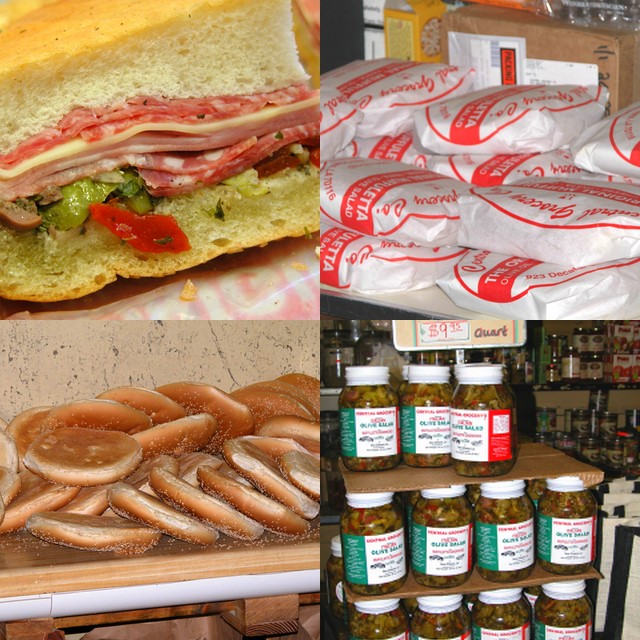
Von oben links im Uhrzeigersinn: aufgeschnittene Muffuletta, eingepackte Muffuletta, Olivensalat, Muffuletta-Brot

Muffuletta ist eine bestimmte Art Sandwich und eine Spezialität aus New Orleans.
Die Muffuletta wurde erstmals 1906 im Lebensmittelgeschäft Central Grocery in New Orleans in der Decatur Street verkauft, das von einem sizilianischen Immigranten namens Salvatore Lupo geführt wurde.
Eine Muffuletta besteht aus einem runden, mit Sesamkörnern bestreuten Weizenmehlbrot, das horizontal halbiert und typischerweise mit Scheiben von dünn geschnittener italienischer Salami, Coppa, Mortadella, Provolone und mariniertem Olivensalat (Oliven, Sellerie, Karotten, Gewürze) belegt wird, der überall in New Orleans in Gläsern erhältlich ist. Angeboten werden neben ganzen Muffulettas auch Hälften und Viertel.
Die Muffulettas werden auch heute noch in der Central Grocery nach Originalrezept hergestellt und verkauft, sind jedoch mittlerweile auch in vielen anderen sogenannten Delis in New Orleans erhältlich und gehören zu den bekanntesten Spezialitäten der Stadt.